# 塞莱娜·皮克

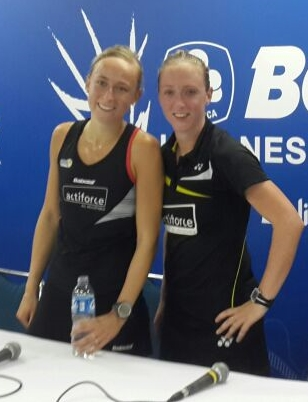
塞莱娜·皮克（左）與她的雙打搭檔埃菲耶·穆斯肯斯（2016年6月）。

塞莱娜·皮克（荷蘭語：Selena Piek，1991年9月30日—），荷蘭女子羽毛球運動員，專長雙打項目。目前是奈梅亨拉德伯德大學的通訊科技系學生。

## 簡歷
塞莱娜·皮克自8歲開始加入羽毛球俱樂部「BC Weesp」打球，現時則效力俱樂部「BC Duijnwijk Haarlem」。
2009年4月，塞莱娜·皮克代表荷兰参加義大利米蘭舉办的歐洲青年羽毛球錦標賽，分别與伊里斯·塔博林以及雅高·阿伦斯赢得了女子雙打亞軍和混合雙打冠軍。
2010年9月，塞莱娜·皮克出戰斯洛伐克羽毛球公開賽，與伊里斯·塔博林的女雙决赛以2比1（21-18、19-21、21-15）击败了赛会头号种子、德国的Maurice Niesner/Till Zander，奪得其首個國際職業賽冠軍；而與雅高·阿伦斯的混雙决赛以2比0（21-15、21-14）击败了赛会头号种子、白俄罗斯的Aliaksei Konakh/阿莱西亚·扎伊特萨娃，再次赢得冠軍并且成为了双冠王。同期9月，她與伊里斯·塔博林出戰捷克羽毛球國際賽，在女雙决赛以2比1（22-20、15-21、21-7）击败了赛会2号种子、丹麦的玛丽亚·赫斯波/安妮·斯基尔贝克，奪得第二個國際職業賽冠軍。随后12月，她與伊里斯·塔博林出戰意大利羽毛球國際賽，在女雙决赛以2比0（21-15、21-9）击败了波兰的Malgorzata Kurdelska/Natalia Pocztowiak，奪得第三個國際職業賽冠軍。
2011年1月，塞莱娜·皮克出戰愛沙尼亞羽毛球國際賽，與伊里斯·塔博林的女雙决赛以2比0（21-12、21-16）击败了赛会头号种子、乌克兰的玛丽亚·乌利蒂娜/纳塔利娅·沃伊切赫，赢得冠軍。同年8月，她出戰斯洛伐克公開賽，與伊里斯·塔博林的女雙决赛以2比0（21-10、22-20）击败了赛会头号种子、波兰的卢卡斯·莫伦/沃伊切赫·苏库德拉尔塞克，赢得冠軍；而與戴夫·胡达巴克什的混雙决赛以2比0（21-13、21-18）击败了赛会头号种子、波兰的沃伊切赫·苏库德拉尔塞克/阿格涅什卡·维特科夫斯卡，赢得冠軍。同年9月，她出戰比利時羽毛球國際賽，在女雙準决赛以1比2（17-21、21-17、17-21）不敌赛会头号种子、新加坡的欣塔·穆利亚·萨里/姚蕾；而與约瑞特·德鲁伊特的混雙决赛以1比2（25-23、16-21、14-21）不敌赛会3号种子、新加坡的查特·奇雅加特/姚蕾，赢得亚軍。年尾12月，她與戴夫·胡达巴克什出戰愛爾蘭羽毛球國際賽，在混雙决赛以0比2（19-21、17-21）不敌英格兰的马库斯·埃利斯/希瑟·奥利弗，赢得亚軍。
2012年，塞莱娜·皮克與伊里斯·塔博林合作，先後贏得了愛沙尼亞國際賽和比利時國際賽女子雙打冠軍；又在較高級別的荷蘭大獎賽中打進決賽，最後擊敗另一對荷蘭組合，贏得冠軍。同年，她又與戴夫·胡达巴克什贏得愛沙尼亞國際賽混合雙打冠軍。
2013年，塞莱娜·皮克在年初與伊里斯·塔博林合作贏得瑞典斯德哥爾摩國際賽女子雙打冠軍後，便改與埃菲耶·穆斯肯斯合作；她們先在7月份贏得加拿大大獎賽女子雙打亞軍；又在年末的碧特博格黃金大獎賽、蘇格蘭大獎賽、愛爾蘭公開賽及意大利國際賽先後贏得冠軍；世界排名亦攀升至新高的第17位（2013年12月26日）。此外，塞莱娜·皮克在年中開始與雅高·阿伦斯搭檔混雙，並取得不俗成績，年內曾贏得愛爾蘭公開賽冠軍和比利時國際賽及意大利國際賽的亞軍。
2014年1月，塞莱娜·皮克出戰瑞典羽毛球大師賽，與埃菲耶·穆斯肯斯的女雙决赛以2比0（21-19、21-11）力克赛会2号种子、丹麦的莱恩·丹穆凯尔·克鲁斯/马丽恩·罗布克，赢得冠軍；而與雅高·阿伦斯的混雙準决赛以1比2（18-21、21-16、19-21）不敌赛会2号种子、德国的彼得·卡斯巴尔/伊莎贝尔·赫特里克。接着2月，她與埃菲耶·穆斯肯斯出戰德國羽毛球黃金大獎賽，在女雙準決賽以0比2（20-22、13-21）不敌赛会头号种子、日本的松友美佐紀/高橋禮華。同年4月，她参加俄羅斯喀山舉办的歐洲羽毛球錦標賽，與埃菲耶·穆斯肯斯赢得了女子雙打季軍。随后5月，她與雅高·阿伦斯出戰西班牙羽毛球公開賽，在混雙準決賽以1比2（21-16、16-21、15-21）不敌赛会头号种子。苏格兰的罗伯·布莱尔/伊莫金·班克尔。同年9月，她分别与埃菲耶·穆斯肯斯以及雅高·阿伦斯出戰比利時羽毛球國際賽，在女双决赛以3比2（11-9、9-11、11-8、10-11、11-7）赢得冠军；而混双决赛以3比0（11-5、11-10、11-7）击败了队友的耶勒·马斯/伊里斯·塔博林，赢得冠军。
2015年1月，塞莱娜·皮克与雅高·阿伦斯出戰瑞典羽毛球大師賽，在混双决赛以2比1（21-17、17-21、21-14）力克赛会3号种子、俄罗斯的维塔利·杜尔金/尼娜·维斯洛娃，赢得开门红。同年6月，她与雅高·阿伦斯出戰美國羽毛球黃金大獎賽，在混双準決賽以0比2（19-21、17-21）不敌赛会2号种子、香港的李晉熙/周凱華。同期6月，她分别与埃菲耶·穆斯肯斯以及雅高·阿伦斯出戰加拿大羽毛球大獎賽，在女双决赛以0比2（19-21、16-21）不敌赛会3号种子、印度的瓦拉·古塔/阿什维尼·蓬纳帕，赢得亚军；而混双準决赛以0比2（12-21、17-21）不敌赛会2号种子、香港的李晉熙/周凱華。同年10月，她分别与埃菲耶·穆斯肯斯以及雅高·阿伦斯出戰荷蘭羽毛球大獎賽，在女双决赛以0比2（22-24、15-21）不敌赛会2号种子、保加利亚的加夫列拉·斯托伊娃/斯蒂法尼·斯托伊娃，赢得亚军；而混双準决赛以0比2（29-30、18-21）不敌赛会5号种子、泰国的戍革·普拉帕卡莫/莎拉丽·桑松卡姆。同期10月，她与雅高·阿伦斯出戰碧特博格羽毛球黃金大獎賽，在混双準决赛以0比2（14-21、13-21）不敌赛会头号种子、英格兰的克里斯·爱德考克/加布里·爱德考克。
2016年1月，塞莱娜·皮克与埃菲耶·穆斯肯斯出戰印度羽毛球黃金大獎賽，在女双决赛以0比2（15-21、13-21）不敌赛会2号种子、韩国强档的鄭景銀/申昇瓚，赢得亚军。同年4月，她分别与埃菲耶·穆斯肯斯以及雅高·阿伦斯参加法国永河畔拉罗什举办的歐洲羽毛球錦標賽；在女双决赛以0比2（18-21、17-21）不敌赛会头号种子、丹麦的克里斯汀娜·彼德森/卡米拉·吕特·尤尔，赢得亚军；而混双準決賽以0比2（17-21、8-21）不敌赛会2号种子、丹麦的约金·费舍尔·尼尔森/克里斯汀娜·彼德森，赢得季军。同年5月，她与埃菲耶·穆斯肯斯出戰印尼羽毛球首要超級賽，在女双準决赛以0比2（10-21、18-21）不敌赛会头号种子、世界第一的松友美佐紀/高橋禮華，创下俩人在超级系列赛中首次打进四强佳绩。随后8月，她代表荷兰出戰巴西里約熱內盧舉行的奥林匹克运动会羽毛球比賽混合双打項目，與雅高·阿伦斯以11號種子身分出戰。在小組賽階段中，唯有擊敗美国的周菲利浦/杰米·苏班迪拿下一次胜利，其后两场分别不敌日本的數野健太/栗原文音和韩國的高成炫/金荷娜，最终未能以小组资格出线。
2017年9月，塞莱娜·皮克分别与谢丽尔·塞尔宁以及雅高·阿伦斯出戰比利時羽毛球國際賽，在女双决赛以2比0（21-14、21-16）拿下队友的黛博拉·吉尔/埃姆克·范德阿尔，赢得冠军；而混双决赛以2比0（21-17、21-9）击败了跨国组合（爱尔兰：斯科特·埃文斯/瑞典：阿曼达·哈格斯特伦）赢得冠军。同年10月，她与雅高·阿伦斯出戰荷蘭羽毛球大獎賽，在混双决赛以0比2（17-21、18-21）不敌赛会8号种子、英格兰的马库斯·埃利斯/劳伦·史密斯，赢得亚军。同年11月，她分别与谢丽尔·塞尔宁以及雅高·阿伦斯出戰蘇格蘭羽毛球大獎賽，在女双决赛以2比1（15-21、21-15、21-11）击败了俄罗斯的叶卡捷琳娜·博洛托娃/艾莉娜·达夫列托娃，赢得冠军；而混双决赛以2比0（21-10、21-10）力挫赛会4号种子、丹麦的米克尔·米克尔森/麦尔·苏罗，赢得冠军。
2018年4月，塞莱娜·皮克与谢丽尔·塞尔宁参加西班牙韦尔瓦举办的歐洲羽毛球錦標賽，在女双準决赛以1比2（21-17、18-21、19-21）不敌赛会6号种子、法国的埃米莉·拉菲尔/安妮·特兰，赢得季军。同年6月，她与雅高·阿伦斯出戰加拿大羽毛球公開賽，在混双準决赛以0比2（19-21、19-21）不敌赛会2号种子、德国的马克·拉姆斯富斯/伊莎贝尔·赫特里克。

## 主要比賽成績

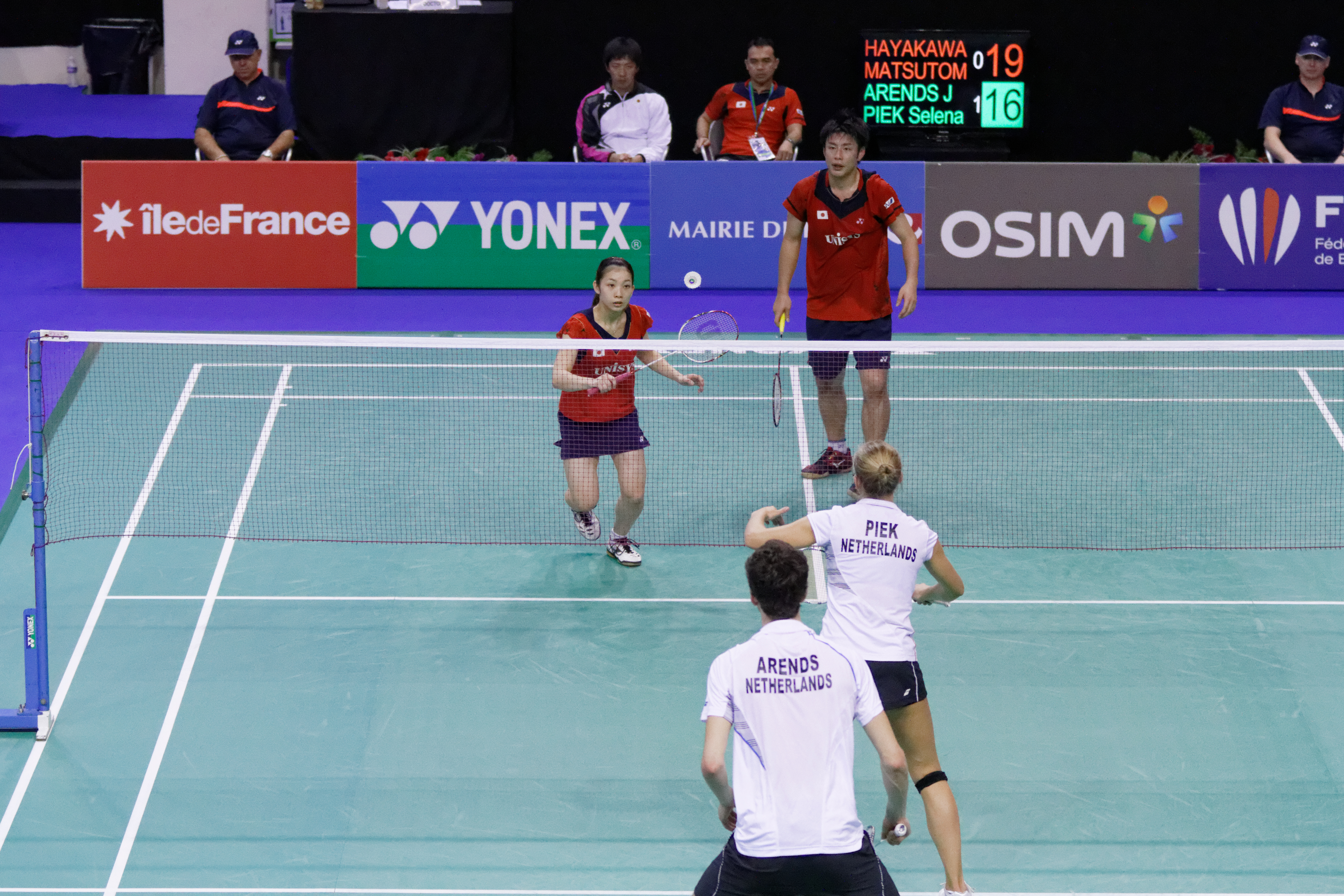
塞莱娜·皮克（白衣右）与混雙搭檔雅高·阿伦斯

只列出曾進入準決賽的國際賽事成績：
| 年份   | 賽事                       | 公開賽級別 | 項目     | 拍檔            | 成績   |
| ------ | -------------------------- | ---------- | -------- | --------------- | ------ |
| 2007年 | 歐洲青年羽毛球錦標賽       | 其他       | 混合團體 | －              | 亞軍   |
| 2009年 | 歐洲青年羽毛球錦標賽       | 其他       | 混合團體 | －              | 亞軍   |
| 2009年 | 歐洲青年羽毛球錦標賽       | 其他       | 女子雙打 | 伊里斯·塔博林   | 亞軍   |
| 2009年 | 歐洲青年羽毛球錦標賽       | 其他       | 混合雙打 | 雅高·阿伦斯     | 冠軍   |
| 2009年 | 比利時羽毛球國際賽         | 國際挑戰賽 | 女子雙打 | 伊里斯·塔博林   | 準決賽 |
| 2010年 | 斯洛伐克羽毛球公開賽       | 未來系列賽 | 女子雙打 | 伊里斯·塔博林   | 冠軍   |
| 2010年 | 斯洛伐克羽毛球公開賽       | 未來系列賽 | 混合雙打 | 雅高·阿伦斯     | 冠軍   |
| 2010年 | 捷克羽毛球國際賽           | 國際挑戰賽 | 女子雙打 | 伊里斯·塔博林   | 冠軍   |
| 2010年 | 匈牙利羽毛球國際賽         | 國際系列賽 | 混合雙打 | 雅高·阿伦斯     | 冠軍   |
| 2010年 | 意大利羽毛球國際賽         | 國際挑戰賽 | 女子雙打 | 伊里斯·塔博林   | 冠軍   |
| 2011年 | 愛沙尼亞羽毛球國際賽       | 國際系列賽 | 女子雙打 | 伊里斯·塔博林   | 冠軍   |
| 2011年 | 愛沙尼亞羽毛球國際賽       | 國際系列賽 | 混合雙打 | 雅高·阿伦斯     | 冠軍   |
| 2011年 | 斯洛伐克羽毛球公開賽       | 國際系列賽 | 女子雙打 | 伊里斯·塔博林   | 冠軍   |
| 2011年 | 斯洛伐克羽毛球公開賽       | 國際系列賽 | 混合雙打 | 戴夫·胡达巴克什 | 冠軍   |
| 2011年 | 比利時羽毛球國際賽         | 國際挑戰賽 | 女子雙打 | 伊里斯·塔博林   | 準決賽 |
| 2011年 | 比利時羽毛球國際賽         | 國際挑戰賽 | 混合雙打 | 约瑞特·德鲁伊特 | 亞軍   |
| 2011年 | 愛爾蘭羽毛球國際賽         | 國際系列賽 | 混合雙打 | 戴夫·胡达巴克什 | 亞軍   |
| 2012年 | 愛沙尼亞羽毛球國際賽       | 國際系列賽 | 女子雙打 | 伊里斯·塔博林   | 冠軍   |
| 2012年 | 愛沙尼亞羽毛球國際賽       | 國際系列賽 | 混合雙打 | 戴夫·胡达巴克什 | 冠軍   |
| 2012年 | 荷蘭羽毛球國際賽           | 國際挑戰賽 | 女子雙打 | 伊里斯·塔博林   | 亞軍   |
| 2012年 | 比利時羽毛球國際賽         | 國際挑戰賽 | 女子雙打 | 伊里斯·塔博林   | 冠軍   |
| 2012年 | 比利時羽毛球國際賽         | 國際挑戰賽 | 混合雙打 | 戴夫·胡达巴克什 | 準決賽 |
| 2012年 | 荷蘭羽毛球大獎賽           | 大獎賽     | 女子雙打 | 伊里斯·塔博林   | 冠軍   |
| 2012年 | 挪威羽毛球國際賽           | 國際挑戰賽 | 女子雙打 | 伊里斯·塔博林   | 亞軍   |
| 2012年 | 挪威羽毛球國際賽           | 國際挑戰賽 | 混合雙打 | 戴夫·胡达巴克什 | 準決賽 |
| 2012年 | 蘇格蘭羽毛球國際賽         | 國際挑戰賽 | 混合雙打 | 鲁德·博世       | 亞軍   |
| 2013年 | 瑞典斯德哥爾摩羽毛球國際賽 | 國際挑戰賽 | 女子雙打 | 伊里斯·塔博林   | 冠軍   |
| 2013年 | 瑞典斯德哥爾摩羽毛球國際賽 | 國際挑戰賽 | 混合雙打 | 戴夫·胡达巴克什 | 準決賽 |
| 2013年 | 荷蘭羽毛球國際賽           | 國際挑戰賽 | 女子雙打 | 埃菲耶·穆斯肯斯 | 準決賽 |
| 2013年 | 美國羽毛球黃金大獎賽       | 黃金大獎賽 | 混合雙打 | 雅高·阿伦斯     | 準決賽 |
| 2013年 | 加拿大羽毛球大獎賽         | 大獎賽     | 女子雙打 | 埃菲耶·穆斯肯斯 | 亞軍   |
| 2013年 | 比利時羽毛球國際賽         | 國際挑戰賽 | 女子雙打 | 埃菲耶·穆斯肯斯 | 準決賽 |
| 2013年 | 比利時羽毛球國際賽         | 國際挑戰賽 | 混合雙打 | 雅高·阿伦斯     | 亞軍   |
| 2013年 | 荷蘭羽毛球大獎賽           | 大獎賽     | 女子雙打 | 埃菲耶·穆斯肯斯 | 準決賽 |
| 2013年 | 碧特博格羽毛球黃金大獎賽   | 黃金大獎賽 | 女子雙打 | 埃菲耶·穆斯肯斯 | 冠軍   |
| 2013年 | 蘇格蘭羽毛球大獎賽         | 大獎賽     | 女子雙打 | 埃菲耶·穆斯肯斯 | 冠軍   |
| 2013年 | 蘇格蘭羽毛球大獎賽         | 大獎賽     | 混合雙打 | 雅高·阿伦斯     | 準決賽 |
| 2013年 | 愛爾蘭羽毛球公開賽         | 國際挑戰賽 | 女子雙打 | 埃菲耶·穆斯肯斯 | 冠軍   |
| 2013年 | 愛爾蘭羽毛球公開賽         | 國際挑戰賽 | 混合雙打 | 雅高·阿伦斯     | 冠軍   |
| 2013年 | 意大利羽毛球國際賽         | 國際挑戰賽 | 女子雙打 | 埃菲耶·穆斯肯斯 | 冠軍   |
| 2013年 | 意大利羽毛球國際賽         | 國際挑戰賽 | 混合雙打 | 雅高·阿伦斯     | 亞軍   |
| 2014年 | 瑞典羽毛球大師賽           | 國際挑戰賽 | 女子雙打 | 埃菲耶·穆斯肯斯 | 冠軍   |
| 2014年 | 瑞典羽毛球大師賽           | 國際挑戰賽 | 混合雙打 | 雅高·阿伦斯     | 準決賽 |
| 2014年 | 德國羽毛球黃金大獎賽       | 黃金大獎賽 | 女子雙打 | 埃菲耶·穆斯肯斯 | 準決賽 |
| 2014年 | 歐洲羽毛球錦標賽           | 其他       | 女子雙打 | 埃菲耶·穆斯肯斯 | 準決賽 |
| 2014年 | 西班牙羽毛球公開賽         | 國際挑戰賽 | 混合雙打 | 雅高·阿伦斯     | 準決賽 |
| 2014年 | 比利時羽毛球國際賽         | 國際挑戰賽 | 女子雙打 | 埃菲耶·穆斯肯斯 | 冠軍   |
| 2014年 | 比利時羽毛球國際賽         | 國際挑戰賽 | 混合雙打 | 雅高·阿伦斯     | 冠軍   |
| 2014年 | 荷蘭羽毛球大獎賽           | 大獎賽     | 女子雙打 | 埃菲耶·穆斯肯斯 | 冠軍   |
| 2015年 | 瑞典羽毛球大師賽           | 國際挑戰賽 | 混合雙打 | 雅高·阿伦斯     | 冠軍   |
| 2015年 | 瑞士羽毛球黃金大獎賽       | 黃金大獎賽 | 女子雙打 | 埃菲耶·穆斯肯斯 | 準決賽 |
| 2015年 | 美國羽毛球黃金大獎賽       | 黃金大獎賽 | 混合雙打 | 雅高·阿伦斯     | 準決賽 |
| 2015年 | 加拿大羽毛球大獎賽         | 大獎賽     | 女子雙打 | 埃菲耶·穆斯肯斯 | 亞軍   |
| 2015年 | 加拿大羽毛球大獎賽         | 大獎賽     | 混合雙打 | 雅高·阿伦斯     | 準決賽 |
| 2015年 | 荷蘭羽毛球大獎賽           | 大獎賽     | 女子雙打 | 埃菲耶·穆斯肯斯 | 亞軍   |
| 2015年 | 荷蘭羽毛球大獎賽           | 大獎賽     | 混合雙打 | 雅高·阿伦斯     | 準決賽 |
| 2015年 | 碧特博格羽毛球黃金大獎賽   | 黃金大獎賽 | 混合雙打 | 雅高·阿伦斯     | 準決賽 |
| 2015年 | 巴西羽毛球大獎賽           | 大獎賽     | 女子雙打 | 埃菲耶·穆斯肯斯 | 亞軍   |
| 2015年 | 巴西羽毛球大獎賽           | 大獎賽     | 混合雙打 | 雅高·阿伦斯     | 準決賽 |
| 2016年 | 印度羽毛球黃金大獎賽       | 黃金大獎賽 | 女子雙打 | 埃菲耶·穆斯肯斯 | 亞軍   |
| 2016年 | 歐洲羽毛球錦標賽           | 其他       | 女子雙打 | 埃菲耶·穆斯肯斯 | 亞軍   |
| 2016年 | 歐洲羽毛球錦標賽           | 其他       | 混合雙打 | 雅高·阿伦斯     | 季軍   |
| 2016年 | 印尼羽毛球首要超級賽       | 首要超級賽 | 女子雙打 | 埃菲耶·穆斯肯斯 | 準決賽 |
| 2017年 | 比利時羽毛球國際賽         | 國際挑戰賽 | 女子雙打 | 谢丽尔·塞尔宁   | 冠軍   |
| 2017年 | 比利時羽毛球國際賽         | 國際挑戰賽 | 混合雙打 | 雅高·阿伦斯     | 冠軍   |
| 2017年 | 荷蘭羽毛球大獎賽           | 大獎賽     | 混合雙打 | 雅高·阿伦斯     | 亞軍   |
| 2017年 | 蘇格蘭羽毛球大獎賽         | 大獎賽     | 女子雙打 | 谢丽尔·塞尔宁   | 冠軍   |
| 2017年 | 蘇格蘭羽毛球大獎賽         | 大獎賽     | 混合雙打 | 雅高·阿伦斯     | 冠軍   |
| 2018年 | 奧爾良羽毛球大師賽         | 超級100賽  | 女子雙打 | 谢丽尔·塞尔宁   | 準決賽 |
| 2018年 | 歐洲羽毛球錦標賽           | 其他       | 女子雙打 | 谢丽尔·塞尔宁   | 季軍   |
| 2018年 | 加拿大羽毛球公開賽         | 超級100賽  | 混合雙打 | 雅高·阿伦斯     | 準決賽 |
| 2018年 | 比利時羽毛球國際賽         | 國際挑戰賽 | 混合雙打 | 雅高·阿伦斯     | 冠軍   |
| 2018年 | 荷蘭羽毛球公開賽           | 超級100賽  | 女子雙打 | 謝麗爾·塞爾寧   | 亞軍   |
| 2018年 | 荷蘭羽毛球公開賽           | 超級100賽  | 混合雙打 | 雅高·阿伦斯     | 準決賽 |
| 2018年 | 蘇格蘭羽毛球公開賽         | 超級100賽  | 女子雙打 | 謝麗爾·塞爾寧   | 準決賽 |
| 2018年 | 蘇格蘭羽毛球公開賽         | 超級100賽  | 混合雙打 | 雅高·阿伦斯     | 亞軍   |
| 2019年 | 泰國羽毛球大師賽           | 超級300賽  | 女子雙打 | 谢丽尔·塞尔宁   | 準決賽 |
| 2019年 | 馬來西亞羽毛球大師賽       | 超級500賽  | 混合雙打 | 罗宾·塔博林     | 準決賽 |
| 2019年 | 歐洲羽毛球混合團體錦標賽   | 其他       | 混合團體 | －              | 季軍   |
| 2019年 | 奧地利羽毛球公開賽         | 國際挑戰賽 | 混合雙打 | 罗宾·塔博林     | 冠軍   |
| 2019年 | 德國羽毛球公開賽           | 超級300賽  | 混合雙打 | 罗宾·塔博林     | 準決賽 |
| 2019年 | 巴西羽毛球國際挑戰賽       | 國際挑戰賽 | 女子雙打 | 谢丽尔·塞尔宁   | 準決賽 |
| 2019年 | 巴西羽毛球國際挑戰賽       | 國際挑戰賽 | 混合雙打 | 罗宾·塔博林     | 冠軍   |
| 2019年 | 丹麥羽毛球國際賽           | 國際挑戰賽 | 女子雙打 | 谢丽尔·塞尔宁   | 準決賽 |
| 2019年 | 歐洲運動會羽毛球比賽       | 其他       | 女子雙打 | 谢丽尔·塞尔宁   | 金牌   |
| 2019年 | 荷兰羽毛球公开赛           | 超級100賽  | 混合雙打 | 罗宾·塔博林     | 冠军   |
| 2020年 | 薩洛盧羽毛球公開賽         | 超級100賽  | 混合雙打 | 罗宾·塔博林     | 準決賽 |
| 2021年 | 全英羽毛球公開賽           | 超級1000賽 | 女子雙打 | 谢丽尔·塞尔宁   | 準決賽 |
| 2021年 | 奧爾良羽毛球大師賽         | 超級100賽  | 女子雙打 | 谢丽尔·塞尔宁   | 準決賽 |
| 2021年 | 歐洲羽毛球錦標賽           | 其他       | 女子雙打 | 谢丽尔·塞尔宁   | 季軍   |
| 2021年 | 荷蘭羽毛球公開賽           | 國際挑戰賽 | 混合雙打 | 罗宾·塔博林     | 亞軍   |
| 2021年 | 愛爾蘭羽毛球公開賽         | 國際挑戰賽 | 混合雙打 | 罗宾·塔博林     | 冠軍   |
| 2022年 | 歐洲羽毛球錦標賽           | 其他       | 混合雙打 | 羅賓·塔博林     | 季軍   |
| 2022年 | 荷蘭羽毛球公開賽           | 國際挑戰賽 | 混合雙打 | 羅賓·塔博林     | 冠軍   |
| 2022年 | 法國羽毛球公開賽           | 超級750賽  | 混合雙打 | 羅賓·塔博林     | 亞軍   |
| 2023年 | 瑞士羽毛球公開賽           | 超級300賽  | 混合雙打 | 羅賓·塔博林     | 準決賽 |
| 2023年 | 歐洲運動會羽毛球比賽       | 其他       | 混合雙打 | 羅賓·塔博林     | 金牌   |
| 2024年 | 德國羽毛球公開賽           | 超級300賽  | 混合雙打 | 羅賓·塔博林     | 準決賽 |
| 2024年 | 全英羽毛球公開賽           | 超級1000賽 | 混合雙打 | 羅賓·塔博林     | 準決賽 |
| 2024年 | 瑞士羽毛球公開賽           | 超級300賽  | 混合雙打 | 羅賓·塔博林     | 準決賽 |
| 2024年 | 歐洲羽毛球錦標賽           | 其他       | 混合雙打 | 羅賓·塔博林     | 季軍   |
| 2024年 | 荷蘭羽毛球公開賽           | 國際挑戰賽 | 混合雙打 | 羅賓·塔博林     | 亞軍   |

| 2007-2017年 | 首要超級賽 | 超級賽 | 黃金大獎賽 | 大獎賽 | 國際挑戰賽 | 國際系列賽 | 未來系列賽 | 其他 |

| 2018-2026年 | 總決賽 | 超級1000賽 | 超級750賽 | 超級500賽 | 超級300賽 | 超級100賽 | 國際挑戰賽 | 國際系列賽 | 未來系列賽 | 其他 |

### 奧運會和世錦賽參賽紀錄
|          | 搭檔            | 2011 | 2012 | 2013 | 2014 | 2015 | 2016       | 2017 | 2018 | 2019 | 2020       | 2021 | 2022 | 2023 | 2024       |
| -------- | --------------- | ---- | ---- | ---- | ---- | ---- | ---------- | ---- | ---- | ---- | ---------- | ---- | ---- | ---- | ---------- |
| 女子雙打 | 伊里斯·塔博林   | 16強 | －   | －   | －   | －   | －         | －   | －   | －   | －         | －   | －   | －   | －         |
| 女子雙打 | 埃菲耶·穆斯肯斯 | －   | －   | －   | 16強 | 16強 | 8強        | 32強 | －   | －   | －         | －   | －   | －   | －         |
| 女子雙打 | 谢丽尔·塞尔宁   | －   | －   | －   | －   | －   | －         | －   | 32強 | 32強 | 8強        | －   | －   | －   | －         |
|          |                 |      |      |      |      |      |            |      |      |      |            |      |      |      |            |
| 混合雙打 | 雅高·阿伦斯     | 32強 | －   | －   | 32強 | 8強  | 小組第三名 | 32強 | 32強 | －   | －         | －   | －   | －   | －         |
| 混合雙打 | 羅賓·塔博林     | 32強 | －   | －   | －   | －   | －         | －   | －   | 8強  | 小組第三名 | 16強 | 16強 | 32強 | 小組第三名 |

## 外部連結
- 官方网站 （荷兰文）
- 塞莱娜·皮克的Facebook專頁